# 铁西街道 (松原市)
铁西街道，是中华人民共和国吉林省松原市宁江区下辖的一个乡镇级行政单位。

## 行政区划
铁西街道下辖以下地区：
铁安社区、希望社区和铁康社区。